# Gmina Trbovlje
Trbovlje – gmina w Słowenii, na północny wschód od Lublany. W 2010 roku liczyła 17 480 mieszkańców.

## Miejscowości
Miejscowości wchodzące w skład gminy Trbovlje:

- Čebine,
- Čeče,
- Dobovec,
- Gabrsko,
- Klek
- Ključevica,
- Knezdol,
- Ojstro,
- Ostenk,
- Planinska vas,
- Prapreče,
- Retje nad Trbovljami,
- Sveta Planina,
- Škofja Riža,
- Trbovlje
- Vrhe,
- Završje,
- Župa.